# Orgilus disparilis
Orgilus disparilis är en stekelart som beskrevs av Muesebeck 1970. Orgilus disparilis ingår i släktet Orgilus och familjen bracksteklar. Inga underarter finns listade i Catalogue of Life.